# Solheim Cup 2017
Navigation
2015 2019
La Solheim Cup 2017, quinzième édition de la Solheim Cup, se déroule du 14 au 20 août 2017 à West Des Moines, aux États-Unis. L'équipe américaine, dont la capitaine est Juli Inkster, s'impose sur le score 16 ½ à 11 ½ face à l'équipe européenne d'Annika Sörenstam.

## Les équipes
| États-Unis                                          | États-Unis                                                           | Europe                       | Europe                               |
| --------------------------------------------------- | -------------------------------------------------------------------- | ---------------------------- | ------------------------------------ |
|                                                     |                                                                      |                              |                                      |
| Capitaines                                          |                                                                      |                              |                                      |
| Juli Inkster                                        | Juli Inkster                                                         | Annika Sörenstam             | Annika Sörenstam                     |
| Juli Inkster, debout, la main gauche sur la hanche. | Juli Inkster, debout, la main gauche sur la hanche.                  | Annika Sörenstam.            | Annika Sörenstam.                    |
| Assistantes                                         |                                                                      |                              |                                      |
| Pat Hurst                                           | Pat Hurst                                                            | Marta Figueras-Dotti (en)    | Marta Figueras-Dotti (en)            |
| Wendy Ward (en)                                     | Wendy Ward (en)                                                      | Maria McBride                | Maria McBride                        |
| Nancy Lopez                                         | Nancy Lopez                                                          | Suzann Pettersen             | Suzann Pettersen                     |
| Joueuse                                             | Note                                                                 | Joueuse                      | Note                                 |
| Lexi Thompson                                       | 2e participation                                                     | Georgia Hall                 | 1re participation                    |
| Stacy Lewis                                         | 3e participation                                                     | Florentyna Parker (en)       | 1re participation                    |
| Gerina Piller                                       | 2e participation                                                     | Melissa Reid                 | 3e participation                     |
| Cristie Kerr                                        | 8e participation                                                     | Jodi Ewart Shadoff (en)      | 2e participation                     |
| Danielle Kang                                       | 1re participation                                                    | Carlota Ciganda              | 3e participation                     |
| Michelle Wie                                        | 4e participation                                                     | Charley Hull                 | 3e participation                     |
| Brittany Lang                                       | 4e participation                                                     | Karine Icher                 | 4e participation                     |
| Brittany Lincicome                                  | 5e participation                                                     | Anna Nordqvist               | Choix du capitaine 5e participation  |
| Lizette Salas (en)                                  | 2e participation                                                     | Caroline Masson              | Choix du capitaine 3e participation  |
| Angel Yin (en)                                      | Choix du capitaine 1re participation                                 | Emily Kristine Pedersen (en) | Choix du capitaine 1re participation |
| Austin Ernst (en)                                   | Choix du capitaine 1re participation                                 | Madelene Sagström (en)       | Choix du capitaine 1re participation |
| Paula Creamer                                       | Choix du capitaine En remplacement de Jessica Korda 6e participation | Catriona Matthew             | Choix du capitaine 9e participation  |

## Compétition

### Résumé
Les Européennes s'imposent lors de la première session, disputée en foursomes, sur le score de deux et demi à un et demi. Dès l'après-midi, lors des quatre balles, les Américaines prennent l'avantage en remportant les quatre rencontres. Lors des foursomes du deuxième jour, les deux équipes se partagent les victoires, avant que les Amériaines dominenent la session des quatre balles de l'après-midi en remportant trois victoires contre une défaite. les Américaines commencent la session des simples avec un avantage de cinq points. Les deux équipes se partagent les victoires, cinq victoires chacune et deux parties terminées sur un nul.

### Première journée
| États-Unis    | Résultats         | Europe         |
| ------------- | ----------------- | -------------- |
| Kerr/Thompson | Égalité           | Reid/Hull      |
| Kang/Salas    | États-Unis : 1 up | Ciganda/Masson |
| Creamer/Ernst | Europe : 3 & 1    | Nordqvist/Hall |
| Lewis/Piller  | Europe : 1 up     | Icher/Matthew  |
| 1 ½           | Session           | 2 ½            |
| 1 ½           | Au général        | 2 ½            |

| États-Unis     | Résultats          | Europe                 |
| -------------- | ------------------ | ---------------------- |
| Wie/Kang       | États-Unis : 3 & 1 | Sagström/Ewart Shadoff |
| Yin/Salas      | États-Unis : 6 & 5 | Ciganda/Pedersen       |
| Lincicome/Lang | États-Unis : 3 & 2 | Parker/Masson          |
| Lewis/Piller   | États-Unis : 2 & 1 | Hull/Hall              |
| 4              | Session            | 0                      |
| 5 ½            | Au général         | 2 ½                    |

### Deuxième jour
| États-Unis    | Résultats          | Europe               |
| ------------- | ------------------ | -------------------- |
| Kerr/Thompson | États-Unis : 5 & 3 | Ewart Shadoff/Masson |
| Creamer/Ernst | États-Unis : 5 & 3 | Reid/Pedersen        |
| Lewis/Piller  | Europe : 2 & 1     | Nordqvist/Hall       |
| Wie/Kang      | Europe 2 & 1       | Matthew/Icher        |
| 2             | Session            | 2                    |
| 7 ½           | Au général         | 4 ½                  |

| États-Unis     | Résultats          | Europe                  |
| -------------- | ------------------ | ----------------------- |
| Lang/Lincicome | États-Unis : 2 up  | Reid/Ciganda            |
| Salas/Yin      | Europe : 4 & 2     | Nordqvist/Ewart Shadoff |
| Creamer/Ernst  | États-Unis : 2 & 1 | Icher/Sagström          |
| Kerr/Thompson  | États-Unis : 4 & 2 | Matthew/Hall            |
| 3              | Session            | 1                       |
| 10 ½           | Au général         | 5 ½                     |

### Dernier jour: les simples
| États-Unis         | Résultats          | Europe                  |
| ------------------ | ------------------ | ----------------------- |
| Lexi Thompson      | Égalité            | Anna Nordqvist          |
| Paula Creamer      | États-Unis : 1 up  | Georgia Hall            |
| Cristie Kerr       | États-Unis : 2 & 1 | Melissa Reid            |
| Stacy Lewis        | Europe : 1 up      | Catriona Matthew        |
| Angel Yin          | Égalité            | Karine Icher            |
| Michelle Wie       | Europe : 4 & 2     | Caroline Masson         |
| Lizette Salas      | États-Unis : 1 up  | Jodi Ewart Shadoff      |
| Brittany Lang      | Europe : 1 up      | Charley Hull            |
| Brittany Lincicome | Europe : 4 & 3     | Carlota Ciganda         |
| Gerina Piller      | États-Unis : 4 & 2 | Florentyna Parker       |
| Austin Ernst       | Europe : 3 & 2     | Madelene Sagström       |
| Danielle Kang      | États-Unis : 3 & 1 | Emily Kristine Pedersen |
| 6                  | Session            | 6                       |
| 16 ½               | Au général         | 11 ½                    |